# NMEA 2000

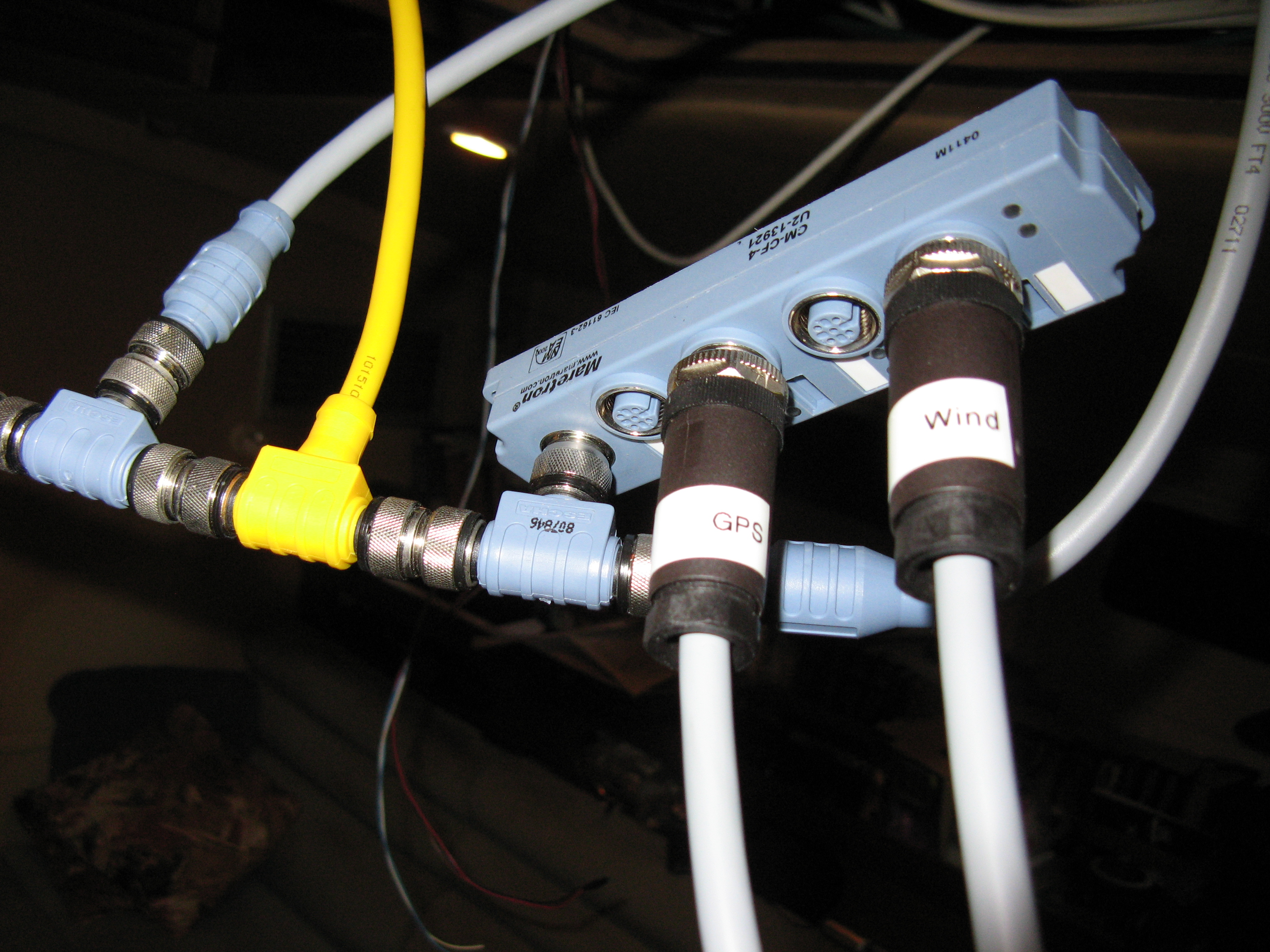
Cables y conexiones de una red NMEA 2000.

NMEA 2000, abreviado como NMEA2k o N2K y normalizado como IEC 61162-3, es una norma de comunicación plug-and-play para interconectar sensores y dispositivos electrónicos para embarcaciones y barcos. la norma define desde el nivel físico, cableado y conectores, hasta el protocolo de comunicaciones pasando por el nivel eléctrico. Funciona a una velocidad de 250 kilobit por segundo y permite que cualquier sensor se comunique con cualquier display o dispositivo de la red compatible con el protocolo NMEA 2000. Eléctricamente NMEA 2000 es compatible con Controller Area Network ("Bus CAN") utilizado en vehículos y motores de combustión interna. El formato de alto nivel se basa en SAE J1939, con mensajes específicos para el entorno marino. Raymarine SeaTalk 2, Raymarine SeaTalkNG, Simrad Simnet y Furuno CAN son implementaciones propietarias de la norma NMEA 2000, aunque utilizan distintos conectores físicos de los normalizados en "DeviceNet Micro-C M12 5-pin" son eléctricamente compatibles y se pueden interconectar.
El protocolo se utiliza para crear una red de dispositivos electrónicos, principalmente de instrumentación en una embarcación. Distintos dispositivos que cumplan el protocolo se conectan a un cable centralizado o troncal. A través de este cable troncal se da alimentación a los dispositivos y se intercambian los datos. Al ser plug-and-play se puede compartir la información entre dispositivos de distintos fabricantes.
Ejemplos de dispositivos electrónicos que se pueden integrar en la red son receptores de GPS, pilotos automáticos, instrumentos de viento, corredera o profundidad, AIS, información de motores o niveles de depósitos. La interconexión de distintos dispositivos en la red permite por ejemplo que el GPS corrija el rumbo que gobierna el piloto automático.

## Historia
La norma  NMEA 2000 fue definida y esta controlada por la National Marine Electronics Association (NMEA). Aunque NMEA divulga parte de la información de la norma posee los derechos de autor por lo que el contenido completo de la norma no está disponible públicamente. Por ejemplo NMEA publica que mensajes existen y los campos que contienen, no revelan como interpretar los valores contenidos en esos campos. Sin embargo aficionados están lentamente haciendo progresos en la definición de estos PGN.

## Funcionamiento
Está basado en el protocolo de comunicaciones industrial Controller Area Network (también referido por el acrónimo CAN), que permite una alta fiabilidad de la señal y se encuentra diseñado para trabajar en red. NMEA 2000 se basa en el protocolo de alto nivel de SAE J1939 pero define sus propios mensajes. Dispositivos NMEA 2000 y SAE J1939 pueden coexistir en la misma red física.
NMEA 2000 (IEC 61162-3) se puede considerar sucesor al protocolo NMEA 0183 (IEC 61162-1) bus de datos serie. Tiene una velocidad de transmisión significativamente más alta 250 kilobit por segundo  frente a 4800 bit por segundo para MNEA 0183. Utiliza un formato binario compacto frente al protocolo serie ASCII usado por NMEA 0183.
Otra mejora significativa es que NMEA 2000 es un bus y soporta múltiples emisores disciplinados y múltiples receptores mientras NMEA 0183 requiere un solo emisor, protocolo de comunicaciones serie (simplex). 
NMEA 2000 puede conectar en red hasta 50 dispositivos electrónicos diferentes.

## Topología de red
La red NMEA 2000 como la red SAE J1939 sobre la que se basa están organizadas en una topología en bus y requiere un terminador de 120Ω en cada extremo del troncal. Las resistencias quedan en paralelo por lo que un bus terminado correctamente tendrá una impedancia total de 60Ω. La longitud máxima de una derivación son 6 metros, la suma acumulada de todas las derivaciones no puede superar 78m. La longitud máxima del troncal es de 250m con cable troncal Mini o 100m utilizando cable troncal Micro.

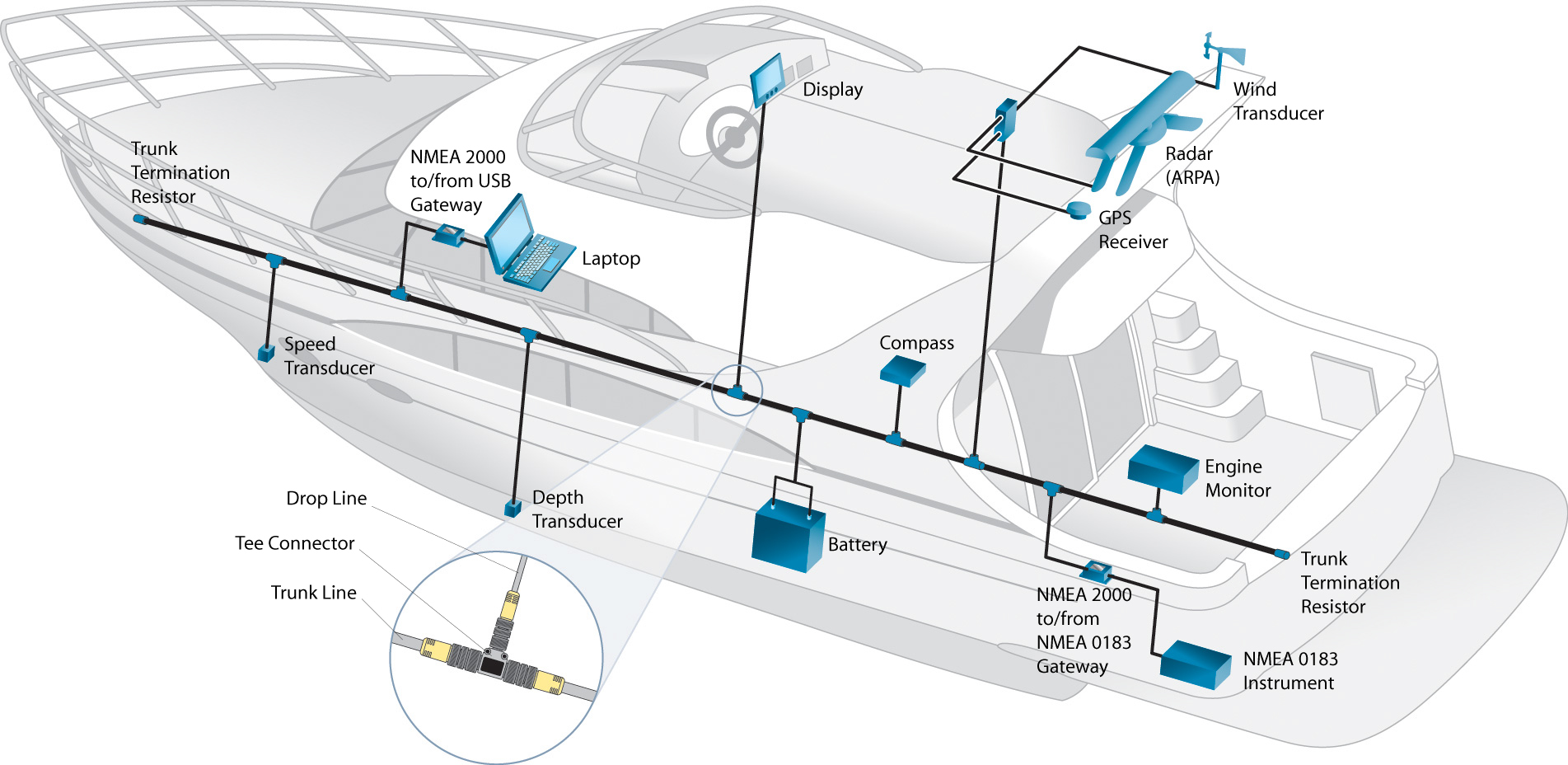
Instalación Típica de red NMEA 2000

## Cableado e interconexión
La única norma aprobada por NMEA para usarse con NMEA 2000 es la norma de cableado DeviceNet definida por "Open DeviceNet Vendors Association". estos cable pueden ser identificados como "Aprobados NMEA 2000". La norma DeviceNet define niveles de apantallamiento, grosores de conductores, impermeabilización y flexibilidad que no necesariamente cumplen las cables identificados como compatibles "NMEA 2000".
Hay dos tamaños de cable definidos por la norma DeviceNet/ NMEA 2000. El mayor de los dos llamado cable "Mini" o "Grueso" Puede llevar hasta 8 amperios de corriente de alimentación. El menor llamado "Micro" o "Delgado" que utiliza los conectores de 5 pines M12 especificados en IEC 61076-2-101, puede llevar un máximo de 3 amperios.
El cable "Mini" se utiliza principalmente como "troncal" en redes de barcos grandes, típicamente con longitudes de más de 20 metros. Con el cable "Micro" utilizado para hacer las derivaciones de los componentes individuales hasta el troncal. En redes de barcos pequeños generalmente se utiliza exclusivamente cable y conectores "Micro".
Una red NMEA 2000 no es eléctricamente compatible con NMEA 0183 por lo que deberemos utilizar una interfaz para pasar mensajes de un tipo de red a la otra. También se requiere una interfaz para poder transmitir o recibir mensajes entre un PC y la red NMEA 2000.

## Formato de mensaje y Número de Grupo de Parámetros(PGNs)
De acuerdo con el protocolo SAE J1939, los mensajes NMEA 2000 se envían como paquetes formados por una cabecera seguida de (usualmente) 8 Bytes de datos. La cabecera del mensaje específica el dispositivo transmisor, el receptor (puede estar dirigido a todos los dispositivos), la prioridad del mensaje y el PGN (siglas de Número de Grupo de Parámetros, en inglés)El PGN indica el tipo de mensaje que se envía y por lo tanto como se deben interpretar los bytes de datos para determinar los campos de información que contiene el mensaje.
Una definición de PGN puede contener más datos de los que puede contener una trama CAN. NMEA 2000 define un método de transferencia de una sola trama y dos métodos de transferencia de grupos de parámetros multi-trama.Comparación de los métodos a continuación: 
| Trama Única                                                                                  | ISO 11783 multi-paquete | NMEA 2000 paquete rápido |
| -------------------------------------------------------------------------------------------- | --- | --- |
| 8 bytes                                                                                      | Hasta 1,785 bytes | Hasta 223 bytes |
| Transmisión por defecto a menos que pf < 0xF0                                                | Se puede utilizar para enviar cualquier mensaje hasta 1,785 bytes a un dispositivo específico con control de flujo (RTS/CTS) o Transmisión global (BAM) | Transmisión por defecto a menos que pf < 0xF0                                                                                             |
| EL nivel CAN asegura que todos los nodos (conectados) reciben el mensaje validado con su CRC | Con protocolo de transferencia (RTS/CTS) / basado en tiempo (50 ms) en caso transmisión BAM                                                             | Sin protocolo de comunicación |
| Sin retardo por protocolo de transferencia                                                   | Tarda más tiempo que enviar la misma cantidad de datos que los paquetes rápidos                                                                         | Tarda menos tiempo enviar hasta to 223 bytes; sin retardo por protocolo de transferencia, sin garantías de que lo reciben todos los nodos |
| Implementado en todas las industrias                                                         | Implementado en todas las industrias | NMEA 2000 y adoptado por ISO para GNSS para aplicaciones Con/Ag                                                                           |

El protocolo multi-paquete especificado en ISO 11783-3 permite la transmisión de grupos de parámetros de varias tramas hasta 1,785 bytes. El protocolo encapsula el grupo de parámetros en un protocolo de transporte, globalmente o a una dirección específica. En el caso de una dirección específica mediante (RTS/CTS), el dispositivo receptor puede controlar el flujo de datos de acuerdo con recursos disponibles del receptor. El mensaje que se transmite se anuncia en la primera trama. En el caso (CTS/RTS) el receptor puede denegar el mensaje. En el caso BAM puede simplemente ignorarlo.
El protocolo paquete rápido definido en NMEA 2000 permite enviar hasta 223 bytes de datos, con la ventaja que cada trama mantiene su identidad del grupo de parámetros y su prioridad. La primera trama transmitida usa 2 bytes para identificar grupos de parámetros de paquete rápido secuenciales y tramas secuenciales dentro de la transmisión de un único grupo de parámetros. El primer byte contiene un contador de secuencia para distinguir transmisiones consecutivas del mismo grupo de parámetros y un contador de tramas iniciado a cero. el segundo byte de la primera trama identifica el tamaño total de grupo de parámetros a continuación. tramas sucesivas solo usan un byte de datos para el contador de secuencia y el contador de trama. Como muchos de los parámetros de grupo de NMEA 2000 sobrepasan los 8 bytes no requieren los 1,785 bytes de capacidad del multi-paquete, el método de transmisión por de grupos de parámetros multi-trama por defecto en NMEA 2000 es usando el protocolo de paquete rápido. 
Independientemente del protocolo utilizado los grupo de parámetros multi-trama se transmiten trama a trama y pueden estar intercalados con otros grupos de parámetros de más alta prioridad, usando otro protocolo, o incluso grupos de parámetros de trama única. Cada dispositivo es responsable de re-ensamblar  todas las tramas del grupo de parámetros transmitidas.

## Certificación de dispositivos
Los dispositivos deben someterse a un proceso de certificación supervisado por la NMEA para poder publicitar el logotipo "Certificado NMEA 2000" una vez han superado el proceso. El proceso de certificación no garantiza el contenido de los datos, esta es responsabilidad de los fabricantes. sin embargo la certificación si asegura que productos de distintos fabricantes intercambian información de manera compatible y pueden coexistir en una misma red.

## NMEA 2000 y redes propietarias
Algunos fabricante, incluidos Simrad, Raymarine, Stowe y Mastervolt, tienen sus propias redes propietarias que son compatible o similares a NMEA 2000. La de Simrad se llama SimNet, la de Raymarine se llama SeaTalk NG, la de Stowe se llama Dataline 2000 y la de Mastervolt se llama CZone. Algunas de estas como SimNet y Seatalk NG son redes normalizadas NMEA 2000, pero usan conectores y cableados propietarios. Existen adaptadores para convertir a conectores normalizados NMEA 2000. O sencillamente el usuario puede sustituir un conector.

## Marca registrada
El término "NMEA 2000" es una marca registrada de la NMEA. Los dispositivos que no están certificados no pueden legalmente utilizar la marca registrada NMEA 2000 en su publicidad.